# Persida
Persida sau Farsistan este o regiune istorică în sud-vestul Iranului, reprezentând nucleul statului persan. Aici se află mormântul lui Cirus II cel Mare. Cucerită în 648 de către arabi. Astăzi, provincia Fars (Iran).
1. ↑  Fārs | Geography, History & Culture of Iran | Britannica (în engleză), www.britannica.com